# Alexander Joseph Brunett
Alexander Joseph Brunett (* 17. Januar 1934 in Detroit; † 31. Januar 2020) war ein US-amerikanischer Geistlicher und römisch-katholischer Erzbischof von Seattle.

## Leben
Brunett, zweites von 14 Geschwistern, empfing nach seiner theologischen Ausbildung am Herz-Jesu-Seminar in Detroit und an der Päpstlichen Universität Gregoriana in Rom am 13. Juli 1958 die Priesterweihe durch den Weihbischof in Rom, Luigi Traglia. An der Marquette University wurde er in Theologie promoviert.
Er war als Pfarrer, Universitätsseelsorger und Priesterseminarleiter in der Erzdiözese Detroit tätig. Er engagierte sich als Verantwortlicher für die Ökumene in Detroit und war maßgeblich an der Aufnahme eines nationalen katholisch-jüdischen Dialogs beteiligt. Er galt als Pionier um die interreligiösen Bemühungen und wurde dafür mehrfach ausgezeichnet.
Papst Johannes Paul II. ernannte ihn am 19. April 1994 zum Bischof von Helena. Der Erzbischof von Portland in Oregon, William Joseph Levada, spendete ihn am 6. Juli desselben Jahres die Bischofsweihe; Mitkonsekratoren waren Adam Joseph Maida, Erzbischof von Detroit, und Elden Francis Curtiss, Erzbischof von Omaha.
Am 28. Oktober 1997 wurde er zum Erzbischof von Seattle ernannt und am 18. Dezember desselben Jahres in das Amt eingeführt. Brunett konnte trotz wirtschaftlicher Rezession und steigenden Kosten für die Gesundheitsfürsorge die Spendenaktionen der katholischen Gemeinde verdoppeln. Er ließ die schulische Infrastruktur in West-Washington ausbauen und gründete 2002 die Fulcrum Foundation, eine lokale Stiftung, die Stipendien für mittellose Kinder zum Besuch katholischer Schulen unterstützte. 2004 leitete er die anglikanisch-römisch-katholische internationale Kommission mit der Veröffentlichung des The Seattle Statement, der ersten gemeinsamen internationalen Verständigungserklärung zweier christlicher Gemeinschaften über den Platz Mariens in Lehre und Leben der Kirche. Unter Brunett entwickelte sich der Catholic Community Services (CCS) zu einem der größten Sozialdienstleister im Westen Washingtons, der mehr als 10 Millionen Mahlzeiten anbot, fast 2,2 Millionen Notunterkünfte zur Verfügung stellte, über 1000 neue bezahlbare Wohneinheiten erstellen ließ und 21 Millionen Stunden verschiedenste Dienstleistungen für ältere und behinderte Menschen anbot. Brunett setzte sich vehement für eine Verurteilung von Priestern ein, die sich einem Missbrauch schuldig gemacht hatten; er war Verfasser einer Richtlinie und Verfahren zum Schutz von Kindern und für die Kontaktaufnahme mit früheren Opfern von Missbrauch.
Am 16. September 2010 nahm Papst Benedikt XVI. seinen altersbedingten Rücktritt an; trotzdem wirkte er noch als apostolischer Administrator im Bistum Oakland in Kalifornien bis zu einem Schlaganfall 2013.
Die Regionalgruppe des Ancient Order of Hibernians in Helena, eine irisch-katholische Traditionsvereinigung, vergibt jährlich die nach Alexander J. Brunett benannte The Alexander J. Brunett Medal for Social Justice für soziales Engagement.